# Psathyropus usuriensis
Psathyropus usuriensis is een hooiwagen uit de familie Sclerosomatidae.